# Raintime
Raintime war eine Melodic Death Metal/Progressive-Metal-Band aus Pordenone (Italien).

## Geschichte
Die Band wurde im Sommer 1999 von Matteo Barzan (Schlagzeug), Claudio Coassin (Gesang, Keyboards) und Matteo di Bon (Gitarre) gegründet. Mit Francesco Rossi (Gitarre) und Michele Colussi (Bass) wird die Band komplettiert. Noch im gleichen Jahr spielt die Band ein Instrumental-Demo ein. Zur damaligen Zeit spielt die Band noch Progressive Metal, wobei Dream Theater die Hauptinspirationsquelle darstellten. 2001 verließ Schlagzeuger Matteo Barzan die Band und wurde durch Enrico Fabris ersetzt. Die Band veränderte danach ihre Musik in eine aggressivere Richtung. Claudio Coassin wechselte von den Keyboards ans Mikrofon. Im Herbst 2002 verließ Francesco Rossi die Band. Sein Nachfolger Giovanni Buora blieb nur ein Jahr und wurde durch Carlo Nadalin ersetzt. 2004 nahm die Band unter der Regie von Luigi Stefanini ihr erstes Album auf. Nachdem die Aufnahmen abgeschlossen waren, schloss sich Luca Michael Martina der Band als fester Gitarrist an. Außerdem stieg mit Andrea Corona ein Keyboarder ein, so dass sich Coassin auf den Gesang konzentrieren konnte.
Anfang 2005 unterschrieb die Band einen weltweiten Vertrag mit Arise Records. Im Mai des Jahres wurde das Debütalbum Tales from Sadness veröffentlicht und Raintime sollten mit Secret Sphere und Royal Hunt auf Europatournee gehen. Am Morgen des Tages, an dem das erste Konzert stattfinden sollte, wurde die Tournee abgesagt. Zwei Monate später meldete Arise Konkurs an. Trotz dieser Rückschläge gab die Band nicht auf und schrieb neue Lieder. Im Sommer 2006 fuhr die Band nach Dänemark, um unter der Regie von Tommy Hansen (u. a. Helloween, Pretty Maids) ihr zweites Album aufzunehmen. Als Gastsänger traten Jacob Bredahl (Ex-Hatesphere) und Lars F. Larsen (Manticora) auf. Im April 2007 erscheint das zweite Album Flies & Lies. Das Album enthält eine Coverversion des Michael-Jackson-Hits Beat It und erhält gute Kritiken in den einschlägigen Magazinen.
2010 erschien das neue Album der Band. Psychromatic wurde von Kritikern und Magazinen sehr gut aufgenommen und erhielt gute Bewertungen und Kritiken. Im Mai 2012 gab die Band ihre Auflösung bekannt.

## Diskografie
- 1999: Jump in the Past (Instrumental-Demo)
- 2005: Tales from Sadness
- 2007: Flies & Lies
- 2010: Psychromatic